# 弗罗因德
弗罗因德（德語：Freund，希伯來語：פרוינד）可以指：

## 人名
- 斯特芬·弗罗因德（德語：Steffen Freund，1970年1月19日－），德国前男子足球运动员，场上位置是中场。
- 罗兰·弗罗因德（德語：Roland Freund，1955年6月17日－），德国男子水球运动员。
- 泽韦林·弗罗因德（德語：Severin Freund，1988年5月11日－），德国男子跳台滑雪运动员。
- 約阿夫·弗羅因德（希伯來語：יואב פרוינד‎，羅馬化：Yoav Freund，1961年－），英國學者。

|  | 本页或本分段罗列了姓氏为「K」的人物。 如果是一个指代特定个人的内链将您引导到本页，請考慮修正該人物的名字以將链接指向正確的條目。 |